# Violeta Delgado
Violeta Soledad Delgado Gudiel (Trujillo, 17 de octubre de 1996) es una voleibolista peruana, actualmente retirada, que juega como líbero y que formó parte de la Selección femenina de voleibol del Perú. Delgado fue parte del equipo que ganó la medalla de oro en el  Sudamericano de Menores de 2012, la primera medalla de oro para el vóley peruano en esa categoría después de 32 años y la primera medalla de oro en cualquier categoría después de 19 años.

## Carrera

### 2011: Una Nueva Esperanza
En el mes de noviembre de ese año formó parte del equipo que participó en el Sudamericano Infantil del 2011 realizado en el Estadio Municipal Sergio Matto de Canelones, Uruguay; en el cual se le ganó después de muchos años a Brasil, en un partido para definir al primero del grupo, suceso que devolvió la esperanza a todo un país en este deporte y ganándose desde allí la fe de miles de aficionados, aunque después se perdiera la final con ese mismo equipo quedando así en el segundo puesto de la competencia. Violeta fue la líbero del equipo, su gran agilidad y su excelente técnica hizo que obtuviera el premio como la mejor defensa del torneo.

### 2012: Oro Sudamericano
Violeta jugó en la final como líbero del equipo que ganó la medalla de oro en el Sudamericano de Menores del 2012, clasificatorio al Mundial de Menores Tailandia 2013; la primera medalla de oro para el Vóley Peruano en esa categoría después de 32 años y la primera medalla de oro en cualquier categoría después de 19 años.

## Clubes
- Latino Amisa (2011 - 2012)
- Deportivo Géminis (2012 - 2014)

## Resultados

### Premios Individuales
- "Mejor Defensa" del Sudamericano Infantil Uruguay 2011
- "Mejor Líbero" de la Liga Nacional Juvenil 2012

### Selección nacional

#### Categoría Sub-20 | Juvenil
- 2013: 4º puesto,  Copa Panamericana Juvenil Cuba 2013

#### Categoría Sub-18 | Menor
- 2012:  "Campeona",  Sudamericano Menores Perú 2012
- 2013: 6º puesto,  Copa Panamericana Menores Guatemala 2013
- 2013: 4° puesto, Mundial de Menores Tailandia 2013

#### Categoría Sub-16 | Infantil
- 2011:  "Subcampeona",  Sudamericano Infantil Uruguay 2011

### Clubes
- 2012:  "Tercera", Liga Nacional Juvenil de Voleibol con Deportivo Géminis